# Trångt i kistan
Trångt i kistan (engelsk originaltitel: Death at a Funeral) är en brittisk komedifilm från 2007, regisserad av Frank Oz. Manuset av Dean Craig fokuserar på en stor familj som försöker lösa en mängd problem som uppstår under en begravning av familjens överhuvud.

## Om filmen
Trångt i kistan har visats i SVT, bland annat 2010 och i januari 2021.

## Rollista (i urval)
- Matthew Macfadyen – John West
- Keeley Hawes – Jane
- Andy Nyman – Howard
- Ewen Bremner – Justin
- Daisy Donovan – Martha
- Alan Tudyk	– Simon Smith